# Saint-Paul (Gironda)
Saint-Paul è un comune francese di 956 abitanti situato nel dipartimento della Gironda nella regione della Nuova Aquitania.

## Società

### Evoluzione demografica
Abitanti censiti